# 舍维尼昂瓦利耶尔
舍维尼昂瓦利耶尔（法語：Chevigny-en-Valière，法語發音：[ʃəviɲi ɑ̃ valjɛʁ]）是法国科多尔省的一个市镇，位于该省南部，属于博讷区。

## 地理
舍维尼昂瓦利耶尔（46°58'1"N, 4°58'31"E）面积5.5 平方千米，位于法国勃艮第-弗朗什-孔泰大區科多尔省，该省份为法国中东部省份，北起奥布省，西接涅夫勒省和约讷省，南至索恩-卢瓦尔省，东南接汝拉省，东临上索恩省，东北部与上马恩省接壤。
与舍维尼昂瓦利耶尔接壤的市镇（或旧市镇、城区）包括：科尔让古、默尔桑日、帕洛、圣卢-热昂日。

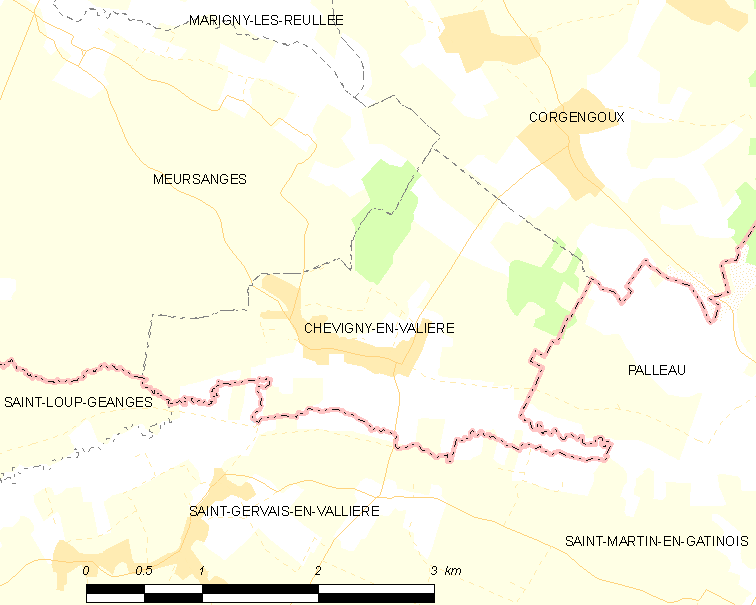
舍维尼昂瓦利耶尔的OSM定位图

舍维尼昂瓦利耶尔的时区为UTC+01:00、UTC+02:00（夏令时）。

## 行政
舍维尼昂瓦利耶尔的邮政编码为21200，INSEE市镇编码为21170。

## 政治
舍维尼昂瓦利耶尔所属的省级选区为拉杜瓦-塞里尼县。

## 人口

1962-2008年间舍维尼昂瓦利耶尔人口变化图示

舍维尼昂瓦利耶尔于2022年1月1日时的人口数量为409人。